# Carlin (Nevada)
Carlin is een plaats (city) in de Amerikaanse staat Nevada, en valt bestuurlijk gezien onder Elko County.

## Demografie
Bij de volkstelling in 2000 werd het aantal inwoners vastgesteld op 2161.
In 2006 is het aantal inwoners door het United States Census Bureau geschat op 2133, een daling van 28 (-1,3%).

## Geografie
Volgens het United States Census Bureau beslaat de plaats een oppervlakte van
23,9 km², geheel bestaande uit land.

## Plaatsen in de nabije omgeving
De onderstaande figuur toont nabijgelegen plaatsen in een straal van 72 km rond Carlin.